# Raed Fares
Raed Fares (6 de dezembro de 1982) é um futebolista profissional palestino que atua como defensor.

## Carreira
Raed Fares representou a Seleção Palestina de Futebol na Copa da Ásia de 2015.